# گاستنون، کنت
گاستنون (به انگلیسی: Guston) یک روستا و محله مدنی در بریتانیا است که در Dover واقع شده‌است. گاستنون ۱٬۷۴۰ نفر جمعیت دارد.